# Шорт-трек на зимових Олімпійських іграх 1992
Змагання із шорт-треку дебютували на зимових Олімпійських іграх 1992 в Альбервілі. Вони  проходили з 18 по 22 лютого в Олімпійській льодовій залі.
У рамках змагань було розіграно 4 комплекти нагород (2 серед чоловіків, 2 серед жінок). 

## Результати

### Таблиця медалей
| Місце | Країна            | Золото | Срібло | Бронза | Загалом |
| ----- | ----------------- | ------ | ------ | ------ | ------- |
| 1     | Південна Корея    | 2      | 0      | 1      | 3       |
| 2     | Канада            | 1      | 2      | 0      | 3       |
| 3     | США               | 1      | 1      | 0      | 2       |
| 4     | Китай             | 0      | 1      | 0      | 1       |
| 5     | КНДР              | 0      | 0      | 1      | 1       |
| 5     | Японія            | 0      | 0      | 1      | 1       |
| 5     | Об'єднана команда | 0      | 0      | 1      | 1       |
|       | Усього            | 4      | 4      | 4      | 12      |

### Чемпіони та медалісти
| Дисципліна                     | Золото                                                              | Срібло                                                                                | Бронза                                                                                            |
| Чоловіки: 1000 м               | Кім Кі Хун · Південна Корея                                         | Фредерік Блекбурн · Канада                                                            | Лі Джун Хо · Південна Корея                                                                       |
| Чоловіки: естафета 5000 метрів | Південна Корея: - Кім Кі Хун - Лі Чжун Хо - Мо Джі Су - Сон Дже Гин | Канада: - Фредерік Блекбурн - Сільвен Ганьон - Лоран Даньо - Мішель Даньо - Марк Лакі | Японія: - Юхі Акасава - Тацуйосі Ісіхара - Тосінобу Каваї - Цутому Кавасакі                       |
| Жінки: 500 метрів              | Кеті Тернер · США                                                   | Лі Ян · Китай                                                                         | Хван Ок Сіл · КНДР                                                                                |
| Жінки: естафета 3000 метрів    | Канада: - Сільві Дегль - Анжела Кютрон - Наталі Ламбер - Анні Перро | США: - Дарсі Донела - Ніккі Зігельмаєр - Емі Петерсон - Кеті Тернер                   | Об'єднана команда: - Юлія Алагулова - Юлія Власова - Наталія Ісакова - Вікторія Троїцька-Тараніна |